# 経済現象
経済現象（けいざいげんしょう）とは経済学用語の一つ。これは経済学において研究されている現象であり、これの内容を精密に分析し、変化を的確に捉えるということこそが、経済学の行われている目的である。社会においては変化というものは目まぐるしく起こっているが、このような変化というのは経済現象が元として起こっているということである。
松下幸之助によると、経済現象というのは人為現象ということであり、人間がどのような経済を作り上げたいかということを望み、その望んだとおりに経済を動かしていこうとすることでその通りになるためである。好況というのも不況というのも人間の考え方次第ということであり、好況を続けようとすることで不況は無くなり、このことから不況という言葉は無くなり同時に好況という言葉も無くなるわけである。そして好況である状態が経済の常となる。つまり不況とされる時期というのは客は商品やサービスを購入する場合に吟味し勉強するようになるため、このことから客を大事にする会社ほど仕事が増え、不況の方が好況の時よりも更に発展すると考えられるからである。